# Моно (департамент)
Моно (фр. Mono) — департамент Беніну, знаходиться в південно-західній частині Беніну. У 1999 році північні райони Моно були виділені в департамент Куффо. Адміністративний центр - місто Локоса.

## Географія
Межує з Того на заході, з департаментом Куффо на півночі і з департаментом Атлантичний на сході. На півдні омивається водами затоки Бенін.

## Адміністративний поділ

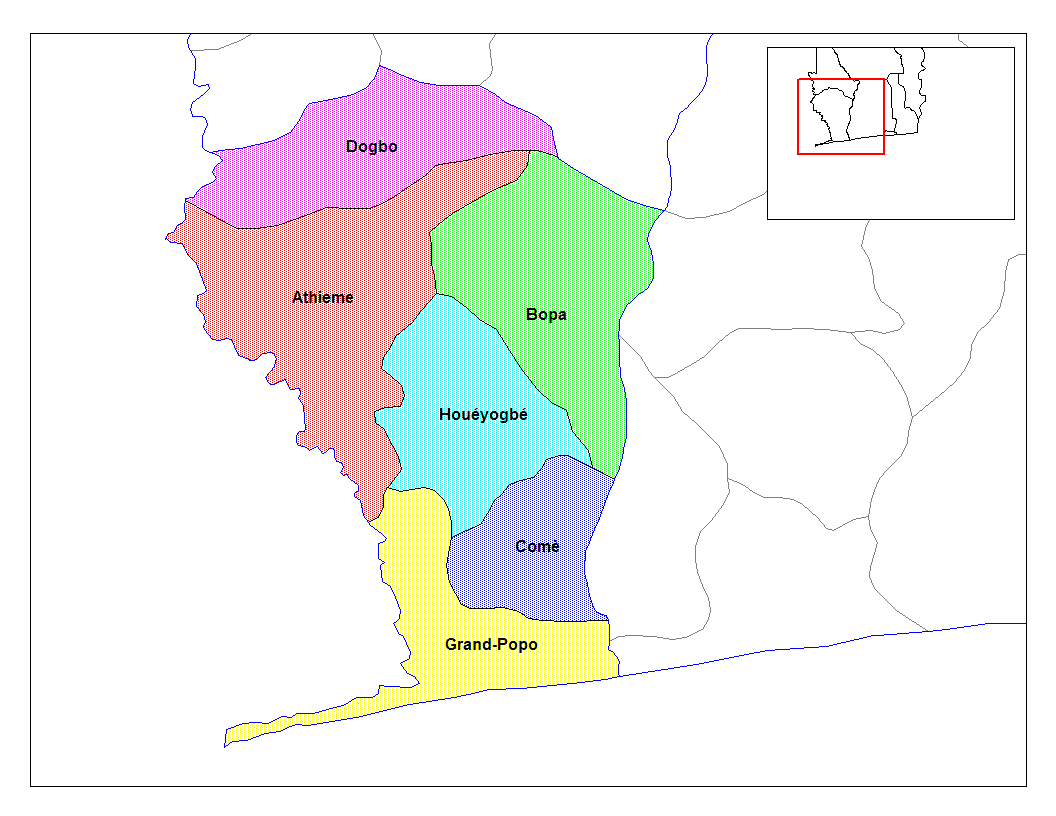
Комуни департаменту Моно.

Підрозділяється на 6 комун:  
- Атьєме (фр. Athieme)
- Бопа (фр. Bopa)
- Гранд-Попо (фр. Grand-Popo)
- Догбо (фр. Dogbo)
- Коме (фр. Comè)
- Вейогбе (фр. Houéyogbé)